# УниверСат
УниверСат — российская программа запуска малых космических аппаратов, которая реализуется совместно с рядом технических вузов России. Запускаемые в рамках программы спутники несут аппаратуру не только для учебных, но и для научных целей. 
Программа была создана с целью развития научно-технического потенциала студенчества в интересах ракетно-космической отрасли.
«УниверСат» является самой крупной российской программой по запуску малых космических аппаратов формата Кубсат (CubeSat).
В рамках этой программы российские вузы получили возможность осуществить бесплатно запуск космических аппаратов на платформе Кубсат, созданных студентами на базе университетских мощностей.

### Спутники в рамках программы УниверСат
По данным на осень 2020, года в рамках программы «УниверСат» было запущено семь спутников, которые отправлялись в космос двумя отдельными блоками. Запуск происходил также с разных космодромов.
Блок аппаратов «УниверСат-2019»: «Сократ» (НИИЯФ МГУ), «ВДНХ-80» (НИИЯФ МГУ) и «АмурСат» (АмГУ-1) (запущен 05.07.2019 с космодрома «Восточный»).
Блок аппаратов «УниверСат-2020»: «ДЕКАРТ» (НИИЯФ МГУ), «Норби» (НГУ), «Ярило №1» и «Ярило №2» (МГТУ им. Н. Э. Баумана) (запущен 28.09.2020 с космодрома Плесецк).

### Развитие программы
В июне 2021 года Роскосмос и Росгидромет, в интересах которого проводился ряд исследований по программе «УниверСат», подписали целый ряд соглашений о сотрудничестве с российскими вузами по результатам двух пусков в рамках программы «УниверСат».
Соглашения были подписаны с вузами, аппараты которых прошли успешные лётные испытания в рамках этой программы.
Чуть более годом ранее, в марте 2020 года, такое же соглашение было подписано с первым из принявших участие в программе вузов — МГУ имени М.В. Ломоносова.
В частности, соглашения были подписаны о долгосрочном партнерстве с МГТУ имени Н. Э. Баумана, Новосибирским государственным университетом и Амурским государственным университетом. В рамках соглашения университеты будут осуществлять работы с целью мониторинга «космической погоды» малыми спутниками разработки университетов. 
Также вузы продолжат работу в направлении увеличения функционала МКА, выполненных на основе платформы Кубсат.